# Magnesiohögbomita-2N2S
La magnesiohögbomita-2N2S és un mineral de la classe dels òxids, que pertany al grup de la högbomita. Originalment descrita com a högbomita, rep el seu nom d'Arvid Gustav Högbom, de la Universitat d'Uppsala, a Suècia. Va canviar el nom d'acord amb la nova nomenclatura del grup de la högbomita.

## Característiques
La magnesiohögbomita-2N2S és un òxid de fórmula química (Al,Mg,Fe,Ti)22(O,OH)32. Cristal·litza en el sistema hexagonal.
Segons la classificació de Nickel-Strunz, la magnesiohögbomita-2N2S pertany a «04.CB: Òxids amb proporció metall:oxigen = 2:3, 3:5, i similars, amb cations de mida mitja» juntament amb els següents minerals: brizziïta, corindó, ecandrewsita, eskolaïta, geikielita, hematites, ilmenita, karelianita, melanostibita, pirofanita, akimotoïta, auroantimonita, romanita, tistarita, avicennita, bixbyita, armalcolita, pseudobrookita, mongshanita, zincohögbomita-2N2S, zincohögbomita-2N6S, magnesiohögbomita-6N6S, magnesiohögbomita-2N3S, ferrohögbomita-6N12S, pseudorútil, kleberita, berdesinskiita, oxivanita, olkhonskita, schreyerita, kamiokita, nolanita, rinmanita, iseïta, majindeïta, claudetita, estibioclaudetita, arsenolita, senarmontita, valentinita, bismita, esferobismoïta, sil·lenita, kyzylkumita i tietaiyangita.

## Formació i jaciments
Va ser descoberta al jaciment de ferro titanífer de Ruoutevare, a Kvikkjokk (Lapònia sueca, Suècia). Es tracta de l'únic indret on ha estat trobada aquesta espècie mineral.